# شورلت ولت
شِورولِت وُلت (به انگلیسی: Chevrolet Volt) نام یک خودروی هیبرید برقی ساخت کمپانی شورلت است.
این خودرو در داخل آمریکا از سال ۲۰۱۰ به بعد به فروش می‌رسد.